# 奥佩阿诺
奥佩阿诺（義大利語：Oppeano），是意大利威尼托大区维罗纳省的一个市镇。总面积46.95平方公里，人口9304人，人口密度198.2人/平方公里（2009年）。国家统计（ISTAT）代码为023055。

## 友好城市
- 義大利蒙泰格拉纳罗
- 義大利梅雷托迪通巴